# Ponzano Romano
Ponzano Romano est une commune italienne de la ville métropolitaine de Rome Capitale, dans la région Latium.

## Administration
| Période                                  | Période | Identité | Étiquette | Qualité |
| ---------------------------------------- | ------- | -------- | --------- | ------- |
|                                          |         |          |           |         |
| Les données manquantes sont à compléter. |         |          |           |         |

### Communes limitrophes
Civita Castellana, Civitella San Paolo, Collevecchio, Filacciano, Forano, Nazzano, Sant'Oreste, Stimigliano.